# Lichtblick (Unternehmen)

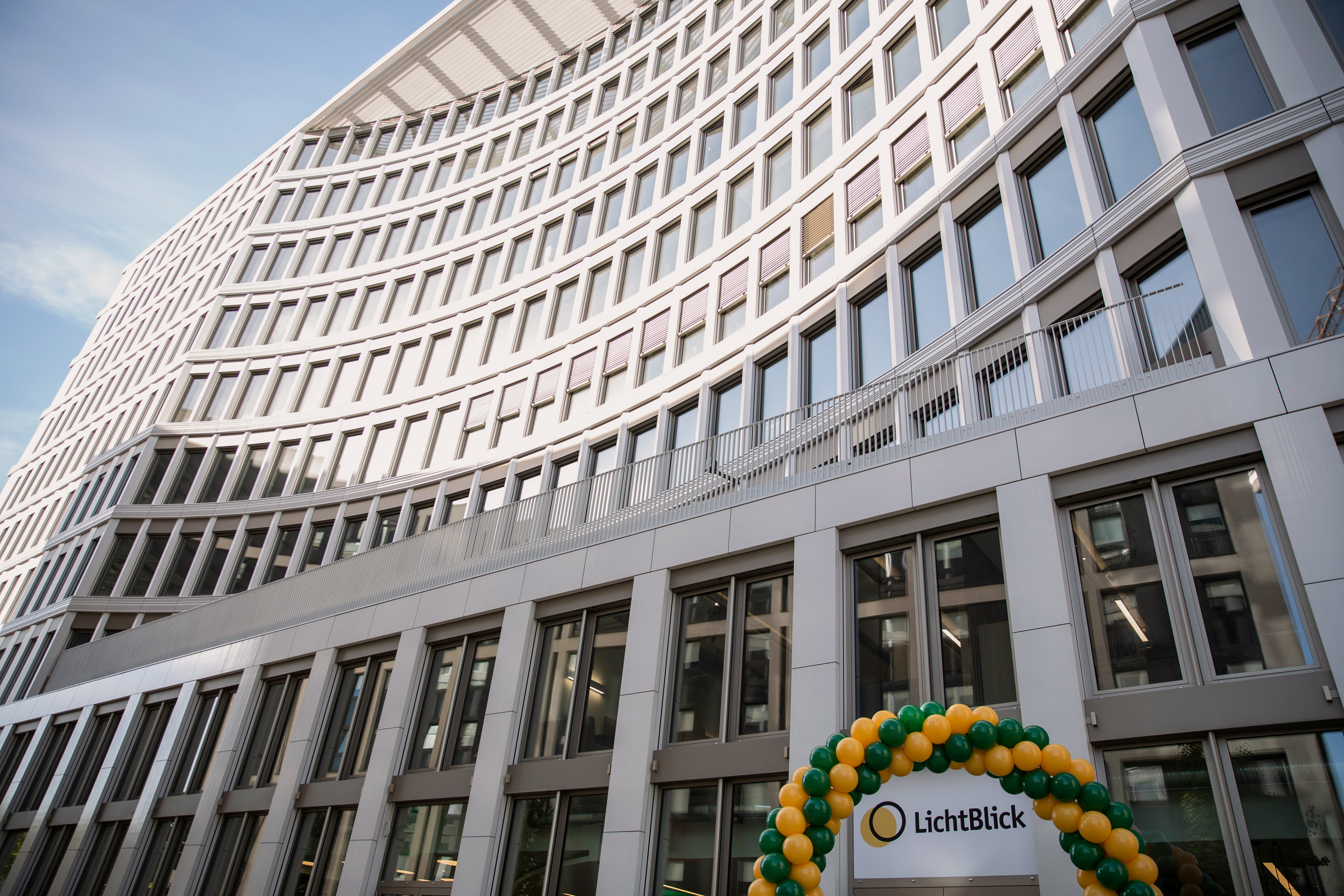
Lichtblick-Zentrale in Hamburg

Die LichtBlick SE ist ein Energieversorgungsunternehmen mit Sitz in Hamburg. Laut einer Umfrage der Energie & Management hatte Lichtblick im Jahr 2022 im Bundesgebiet 900.000 Privat- und Gewerbekunden. Damit zählt Lichtblick zu den fünf größten deutschen Stromanbietern.
Lichtblick bietet ausschließlich Ökostrom-Tarife an, die jedoch nicht die Kriterien des Grüner Strom Label der Umweltverbände und des ok-power-Siegel erfüllen.
Seit 2007 bietet Lichtblick auch ÖkoGas-Tarife mit einem Biogas-Anteil zwischen 10 und 100 % an.

## Eigentumsverhältnisse
Das Unternehmen befindet sich im Besitz des niederländischen Energieversorgers Eneco. 2017 akquirierte die niederländische Eneco bereits 50 % des Unternehmens, im Jahr 2018 folgte die vollständige Übernahme. Gesellschafter der Eneco ist seit dem 25. März 2020 ein von der Mitsubishi Corporation, Tokio, Japan, (Mitsubishi) geführtes Konsortium von Mitsubishi (80 %) und der Chubu Electric Power Co., Inc., Nagoya, Japan, (Chubu) (20 %). Die Geschäftsführung besteht aus Constantin Eis (seit Juni 2019, CEO), Dr. Enno Wolf (seit April 2020, COO) sowie Tanja Schumann (seit November 2021, CFO).

## Strom
Lichtblick-Strom für Privatkunden stammt laut eigener Aussage zu 100 % aus Erneuerbaren Energien (Wasser-, Wind- und Solaranlagen) aus Deutschland, bei Neukunden stammt dieser aus deutschen Wind- und Solaranlagen. Eine aktuelle Liste der Wasserkraftwerke veröffentlicht LichtBlick auf seiner Internetseite. Alle diese Kraftwerke liegen in Bayern. Die Solar- und Windanlagen sind bundesweit verteilt. Die LichtBlick-Geschäfts- und Privatkundentarife waren bis 2019 von ok-power zertifiziert. Öko-Test zeichnete den Privatkundentarif 2022 mit „Gut“ aus.
Für den Ökostrom von Lichtblick wird weder das Grüner Strom Label der Umweltverbände noch das EcoTopTen-Label vergeben, da Lichtblick in früheren Jahren nicht in neue Anlagen zur Gewinnung von Strom aus regenerativen Quellen investierte und Strom aus Wasserkraftwerken bezog, die teilweise seit vielen Jahrzehnten bestehen. Das Unternehmen wird für die Abhängigkeit von Eneco, einem Anbieter von fossilem Strom, fehlenden Investitionsprogrammen zur Förderung der Energiewende und dem Strombezug aus alten Wasserkraftwerken kritisiert. Die nachträgliche Bündelung von elektrischer Energie aus bestehenden Anlagen in Ökostromtarife führt dazu, dass zuvor teilweise aus diesen Anlagen versorgte Kunden dann weniger Strom aus regenerativen Energien beziehen. Der Anteil regenerativer Energien am gesamten Strommix erhöht sich also nicht, sondern wird lediglich von den Kunden mit gewöhnlichem Strombezug zu den Kunden mit Ökostromtarifen verschoben.
Das Unternehmen schloss seit 2021 mehrere Direktlieferverträge ab, sodass Strom für Privatkunden direkt von Betreibern von Wind- und Solaranlagen bezogen werden kann. Ein Fünftel des Stromabsatzes soll bis 2026 durch Direktlieferverträge mit Anlagenbetreibern von Wind- und Solarenergie sowie den Bau eigener Anlagen gedeckt werden. Der Baubeginn für die erste eigene Solaranlage fand im August 2022 statt.

## Gas
Seit Herbst 2007 bietet Lichtblick zusätzlich zu seinem Stromprodukt auch Gas an. Lichtblick gab zeitweise an, dass 5 % der von den Kunden bezogenen Gasmenge aus Biogasanlagen stammte. Seit Juli 2023 können Neukunden einen Gastarif mit 10 % Bioanteil beziehen. Zudem werden sämtliche CO2-Emissionen kompensiert. Im Mai 2022 gab Lichtblick bekannt, mittelfristig aus dem Gasvertrieb aussteigen zu wollen.

## Kritik
Lichtblick investiert – anders als die bundesweiten Ökostromanbieter Bürgerwerke eG, Elektrizitätswerke Schönau, Greenpeace Energy und Naturstrom AG – keinen definierten Betrag in den Ausbau regenerativer Energieerzeuger. Der Bund der Energieverbraucher stellte 2004 fest, dass Lichtblick keine direkten Investitionen in Anlagen zur Erzeugung erneuerbarer Energie geleistet habe, gab dem Unternehmen aber trotz geringem Umweltnutzen die Schulnote zwei (Umweltnutzen: 4, Preis und Atomindex: 2, Sicherheit: 1). Im September 2009 kündigte Lichtblick zwar an, in großem Stil in die dezentrale Erzeugung von umweltfreundlichem Strom auf Basis dezentraler Mini-Blockheizkraftwerke einzusteigen, dieses Projekt ist jedoch gescheitert.
Um auf Abweichungen zwischen dem prognostizierten und eingetretenem Stromverbrauch der Kunden kurzfristig zu reagieren, kaufte Lichtblick im Dezember 2006 und ab Oktober 2007 konventionellen Strom an der Strombörse European Energy Exchange (EEX) ein, machte dies aber nicht öffentlich bekannt. Nach Angaben von Lichtblick handelte es sich im ersten Halbjahr 2008 um 0,5 % der Gesamtmenge des Stroms. Laut eigenen Aussagen bietet das Unternehmen „zu 100 Prozent regenerativen Strom“; der zugekaufte Graustrom ist jedoch unbekannter Herkunft und kann somit auch Atom- und Kohlestrom enthalten. Laut eigenen Angaben gleicht Lichtblick diesen Bezug „durch eine Einspeisung von zusätzlicher regenerativer Energie zu anderen Stunden aus.“ Im Jahr 2010 wurde Kritik von FDP- und CDU-Bundestagsabgeordneten laut, denn 2010 setzte das Unternehmen einen Sonderzug im Rahmen einer Anti-Atom-Demonstration ein. Christel Happach-Kasan (MdB, FDP) kritisierte, damit werde die Demonstrationsfreiheit „als Instrument des Marketing instrumentalisiert“.
Seit dem Ökostromreport 2020 der Umwelt- und Naturschutzorganisation Robin Wood wird LichtBlick dort nicht mehr als empfohlener Ökostromanbieter aufgeführt. Grund dafür sei die Übernahme durch die Eneco, welche mit Graustrom handele und Gaskraftwerke betreibt. Außerdem sei die Investitionszusage in die Energiewende zu gering: LichtBlick investiere 0,2 Cent pro verkaufter Kilowattstunde, gefordert seien 0,5 Cent. Auf den Fragebogen zum Ökostromreport 2025 habe Lichtblick nicht reagiert.
Auch das Internetportal für nachhaltigen Konsum Utopia.de führt den Anbieter Lichtblick weder unter den sieben empfohlenen Ökostromtarifen noch in der Ökostrom-Bestenliste für Anbieter von „echtem Ökostrom“, für die jeweils verschiedene Kriterien sowie die Bewertungen anderer Institutionen berücksichtigt werden.
Lichtblick bietet nach eigenen Angaben ausschließlich Ökostrom-Tarife an; keiner der Tarife erhält jedoch das anerkannte Grüner Strom Label als Gütezertifikat der Umweltverbände.
Das Unternehmen befindet sich auch nicht unter den 69 Ökostrom-Anbietern (Stand 2025), die mit dem ok-power-Siegel des EnergieVision e. V. von WWF, Verbraucherzentrale NRW und Öko-Institut zertifiziert ist.

## Geschichte
Lichtblick wurde im Dezember 1998 nach der Liberalisierung des Strommarktes gegründet und begann im Oktober 1999 mit der Lieferung von Strom an acht Haushalte. Gründer des Unternehmens ist Heiko von Tschischwitz.  2001 erhielt Lichtblick als erstes Unternehmen das ok-power-Label, welches später allerdings für die Privatkundentarife zurückgezogen wurde. 2002 beteiligte sich Lichtblick an der Gründung des Bundesverbandes Neuer Energieanbieter e. V. (bne).
Zum Oktober 2007 trat Lichtblick als erster Anbieter mit einem Biogas-Erdgas-Mischprodukt in den Gasmarkt ein und begann mit der Versorgung von sieben Haushaltskunden in Hamburg und der eigenen Firmenzentrale. Von 2009 bis 2014 entwickelte und verkaufte Lichtblick das Blockheizkraftwerk „Zuhausekraftwerk“. Das von VW produzierte BHKW erzeugt Wärme und elektrischen Strom. Das Unternehmen brachte 1.500 Anlagen in den Markt, bis der Vertrieb im Mai 2014 eingestellt wurde.
2015 hat Lichtblick den Energieanbieter Tchibo Energie übernommen. In den Jahren zuvor hatte Lichtblick außerdem die drei Energieanbieter Nordland Energie, Clevergy und Secura Energie aufgekauft. Im Rahmen der SchwarmStrom-Strategie entwickelte Lichtblick den sogenannten SchwarmDirigent. Diese Software ermöglicht die intelligente Steuerung und Vernetzung dezentraler, erneuerbarer Anlagen. Anfang 2016 bot Lichtblick die Leistungen und Services der IT-Plattform SchwarmDirigent auf dem internationalen Markt an. Erste kommerzielle Projekte seien mit Partnern in Südostasien gestartet worden. In mehreren europäischen Ländern, den USA und Ozeanien liefen Verhandlungen über weitere Projekte.
Bis zur Übernahme im Dezember 2018 war Eneco bereits seit 2017 mit 50 Prozent beteiligt. Zweitgrößter Aktionär und Aufsichtsratsvorsitzender von Lichtblick war bis dahin der Hamburger Unternehmer Michael Saalfeld. Saalfeld ist Gründer und Miteigentümer der Concord Power GmbH, die in der Zeit von April 2002 bis Februar 2004 zusammen mit EnBW ein GuD-Kraftwerk in Lubmin plante. Die Planung für das Kraftwerk wurde Anfang 2008 eingestellt und das Grundstück verkauft. Die Concord Power ist auch die Projektentwicklerin für die Gasleitung NORDAL, welche das ökologisch sensible Peenetal durchqueren soll. Ferner engagierte sich Saalfeld gemeinsam mit Shell, Daimler und VW als Hauptgesellschafter bei dem BtL-Marktführer Choren Industries.
Die Geschäfte von Lichtblick wurden 2009 vollständig von denen der früheren, mittlerweile insolventen Tochtergesellschaften Biomasse-Heizkraftwerk Sulzbach-Rosenberg und Choren Industries getrennt.
Im Zuge der Fusion des Innogy-Vertriebsgeschäfts mit E.ON übernahm Lichtblick Mitte 2020 rund 260.000 Kunden, die bei E.ON Heizstrom bezogen haben.
Das Unternehmen besitzt rund eine Million Kundenverträge (Stand: Mai 2022).

## Aktuelle Projekte

### Energy-as-a-Service
Lichtblick bietet Prosumern Solarmodule, Batteriespeicher, App und GateWay sowie Smart Meter an, die privaten Haushalten eine teilweise autarke Versorgung ermöglichen. Ab Herbst 2023 bietet das Unternehmen zudem Wärmepumpen an.

### StromWallet
Die sogenannte Stromwallet soll eine nominell 100-prozentige Nutzung des selbst produzierten Solarstroms erlauben, indem für die überschüssige und ins Netz eingespeiste Strommenge ein Guthaben gewährt wird.
In den Zeiten, in denen der eigene Verbrauch nicht durch die eigene Produktion gedeckt wird, kann mit dem Guthaben kostenlos Ökostrom vom Unternehmen bezogen werden. Saisonale Schwankungen in der Eigenproduktion sollen sich so ausgleichen lassen. In Zukunft soll das Stromguthaben mit anderen geteilt und unterwegs genutzt werden können.
Ab 2025 will das Unternehmen das Energieguthaben der Kunden auch vermarkten.

### Prosumer-Report
Seit 2022 untersucht der Prosumer-Report von Lichtblick auf Grundlage einer Analyse des Marktforschungsunternehmen EUPD Research das Potenzial der Energiewende in Eigenheimen. Der Report kommt zu dem Schluss, dass auf Ein- und Zweifamilienhäusern bis zu 96 Milliarden Kilowattstunden Solarstrom pro Jahr zusätzlich erzeugt und damit 10 mittlere Kohlekraftwerke ersetzt werden könnten.
Von 10,8 Millionen Eigenheimbesitzern nutzten 2021 nur 16 Prozent eine Photovoltaikanlage. Wärmepumpen, Stromspeicher und Wallboxen seien noch weniger weit verbreitet. Im darauffolgenden Jahr habe sich an den Ergebnissen nur wenig geändert.

### SolarCheck
Der SolarCheck von Lichtblick dokumentiert seit 2020 den Ausbau von Solaranlagen auf neu errichteten Dächer (Wohn- und Gewerbeneubauten) in den 14 größten Städte Deutschlands (mit mehr als einer halben Millionen Einwohnern) nach Daten der dpa GmbH. 2022 führte Nürnberg die Statistik an. Auf dem letzten Platz landete Hamburg, obwohl hier besonders viel Neubau-Dachflächen zur Verfügung standen. Insgesamt würden die Städte zu viel an Solarpotenzialen verschenken und die Flächen nicht vollends ausschöpfen.

## Beendete Projekte

### ZuhauseKraftwerke
Ab 2009 planten Lichtblick und die Volkswagen AG die Aufstellung von bis zu 100.000 von Volkswagen gebauter Mini-Blockheizkraftwerke mit einer elektrischen Leistung von 20 kW in privaten Eigenheimen als ZuhauseKraftwerke.

Aufgrund technischer Schwierigkeiten wurden 2010 zunächst nur 30 „ZuhauseKraftwerke“ installiert. Bis Mitte 2012 wurden 500 der Blockheizkraftwerke vom Typ EcoBlue errichtet, die auf angepassten Dieselmotoren des „VW Touran“ basierten.
2012 beendete Lichtblick das Wärme-Contracting und 2014 wurde auch der Verkauf der Blockheizkraftwerke eingestellt.
Insgesamt wurden 1.000 Anlagen im Rahmen des Wärme-Contracting angeboten und weitere 500 Geräte verkauft. Lichtblick und Volkswagen konnten sich nicht auf eine Weiterführung einigen. Lichtblick erwog 2014 eine Schadenersatzklage gegen Volkswagen.

### SchwarmStrom
Die Bezeichnung „SchwarmStrom“ umfasst den Betrieb „virtueller Kraftwerke“ mit der Software „SchwarmDirigent“. Zum Kraftwerkpool gehören die Zuhausekraftwerke (Blockheizkraftwerke und Photovoltaikanlagen) sowie Batteriespeicher. Lichtblick begleitet die Standardisierung der Einbindung von dezentralen Kapazitäten im Rahmen des offenen Industrieforums VHPready.

### Mieterstrom
Ab März 2014 bot Lichtblick in einem Pilotprojekt im Gelben Viertel in Berlin-Hellersdorf unter der Bezeichnung „ZuhauseStrom“ Mieterstrom an, der lokal aus erneuerbaren Energien produziert wird. Auf 50 Miethäusern mit etwa 3000 Mietparteien befindet sich hier die größte Dach-Solaranlage auf Wohnhäusern in Deutschland. Der Mehrbedarf wird durch das öffentliche Stromnetz gedeckt. Die Mieter profitieren dabei von einem vergünstigten Stromtarif, obwohl Subventionen aus der EEG-Kasse entfallen, da der Strom direkt vor Ort verbraucht wird.

### INEES (Intelligente Netzanbindung von Elektrofahrzeugen zur Erbringung von Systemdienstleistungen)
Im März 2013 begann ein einjähriges Forschungsprojektes, das die Bundesregierung 2013 zum „Leuchtturm der Elektromobilität“ erklärte: INEES - Intelligente Netzanbindung von Elektrofahrzeugen zur Erbringung von Systemdienstleistungen.
Batterien von E-Fahrzeugen sollten in den Strommarkt eingebunden werden, indem die zur Ladung angeschlossenen Batterien nach Bedarf auch entladen werden. Innerhalb von Minuten könnte so die sogenannte „Sekundärregelenergie“ für das Stromnetz bereitgestellt werden. 20 Testkunden nahmen in Berlin jeweils für ein halbes Jahr mit dem VW e-up! am intelligenten Laden mit sogenanntem Schwarmstrom teil. Projektpartner waren Volkswagen, Lichtblick, SMA Solar Technology und Fraunhofer-Institut IWES.
Der Abschlussbericht vom Juni 2016 stellte fest, dass mit dem „SchwarmDirigent“ von LichtBlick Elektrofahrzeuge „mit hoher Sicherheit und kurzer Reaktionszeit eine Leistungsreserve für das Stromnetz bereitstellen können“, das Projekt zu der Zeit jedoch „zu einer hohen zusätzlichen Alterung der Fahrzeugbatterien, zusätzlichen Umwandlungsverlusten und Umlagekosten auf den für die Zwischenspeicherung bezogenen Strom“ führte.

### 3E-Mehrfamilienhaus
Lichtblick strebte gemeinsam mit dem Institut für Energie- und Umweltforschung Heidelberg im Modellprojekt 3E-Mehrfamilienhaus an, Eigenerzeugung, Eigenverbrauch und Elektromobilität aufeinander abzustimmen, um den Energiebedarf eines Wohngebäudes möglichst unabhängig von externer Energieversorgung decken zu können. Das Haus besaß eine Photovoltaikanlage auf dem Dach und ein Blockheizkraftwerk im Keller. Eine Solarbatterie sowie die mobilen Batterien von zwei Elektroautos speicherten die nicht unmittelbar verbrauchte Energie. Lichtblick vernetzte und optimierte dieses Energiesystem mittels der IT-Plattform „SchwarmDirigent“. Das Forschungsprojekt wurde vom Bundesministerium für Umwelt, Naturschutz, Bau und Reaktorsicherheit gefördert. Das Projekt lief von Januar 2014 bis Mai 2017. Die Optimierungsprozesse führten zu einem Autarkiegrad von durchschnittlich 74 Prozent mit positiven Einfluss auf die Klimabilanz. Eine Einführung des Systems schien unter den bestehenden Rahmenbedingungen aus wirtschaftlicher Sicht jedoch noch nicht sinnvoll.

### Schwarmbatterie
Von 2020 bis 2023 bot Lichtblick eine sogenannte Schwarmbatterie an.
Besitzer einer Photovoltaikanlage mit Speicherbatterie stellten den Energiespeicher für eine Vernetzung zu einem großen, virtueller Speicher bereit und erhielten dafür eine feste Prämie. Die Batteriekapazität wurde von Lichtblick an den Regelenergiemärkten vermarktet.
Bereits Anfang Mai 2015 gab Lichtblick bekannt, die Speicherbatterie Powerwall von Tesla als Schwarmbatterie anzubieten.

### Smart Grid
2018 führten Lichtblick und der Netzbetreiber Stromnetz Hamburg einen zweijährigen Praxistest für intelligente Stromnetze (Smart Grids) durch, um die Möglichkeit zur Entlastung der Stromnetze durch Blockheizkraftwerke zu erproben. Die Anlagen wurden gezielt in Betrieb genommen, wenn die Stromnachfrage im lokalen Netz besonders hoch war. Aufgrund fehlender wirtschaftlicher Anreize für die Netzbetreiber wurde dies nicht weiterverfolgt.

## Engagement
Laut eigenen Angaben stellt das Unternehmen pro Kunde und Monat einen Quadratmeter Regenwald in Ecuador unter Schutz. Das Projekt setzt LichtBlick gemeinsam mit „Geo schützt den Regenwald e. V.“ und der regionalen Organisation DECOIN um. Nach Unternehmensangaben wurden bisher 8.300 Hektar Regenwald geschützt (Stand: Februar 2019). Neben dem Schutz der Wälder werden auch Schulprojekte und Maßnahmen zur Einkommensverbesserung der Bevölkerung in der Region gefördert.

## Auszeichnungen
- Ökomanager des Jahres 2006: Heiko von Tschischwitz[74]
- Deutscher Nachhaltigkeitspreis 2010: Deutschland nachhaltigste Marke[75]
- Innovationspreis Klima und Umwelt 2010 für Schwarmstrom und Zuhausekraftwerke[76]
- Deutscher Servicepreis 2012 und 2013[77]
- Deutschlands kundenorientiertester Energieversorger 2009 bis 2014[78]
- Kundenmonitor Deutschland: Bester Energieversorger 2009 bis 2014[79]
- Focus Money: Fairster Stromversorger 2014[80]
- GreenTec Award 2013 in der Kategorie Kommunikation für den BVB-Stromtarif „Strom09“[81]
- Energiemanager des Jahres 2013: Heiko von Tschischwitz[82]